# Манчул
Манчул — гора в Украинских Карпатах. Высота — 1501 м. Расположена в Угольско-Широколужнянском массиве Карпатского биосферного заповедника, к юго-востоку от села Ольшаны (Вільшани), на северо-востоке Хустского района Закарпатской области. Ближайшие населенные пункты: к западу от горы - Ольшаны, Забродь, к востоку - Усть-Чорна.